# Proteus (Sohn des Aigyptos)
Proteus (altgriechisch Πρωτεύς Prōteús) ist in der griechischen Mythologie einer der 50 Söhne des Aigyptos, des Zwillingsbruders von Danaos. Seine Mutter war Argyphie, so dass Lynkeus, Busiris, Enkelados, Lykos und Daiphron sein leiblichen Brüder waren.
Für die Massenhochzeit der 50 Söhne des Aigyptos mit den 50 Töchtern des Danaos, bei der in der Regel das Los über die Paarbildungen entschied, wurde ihm wegen der königlichen Herkunft seiner Mutter Gorgophone ohne Los als Gemahlin zugewiesen, während sein Bruder Lynkeus aus gleichem Grund Hypermestra, die älteste Tochter des Danaos und leibliche Schwester der Gorgophone, erhielt. Wie seine übrigen Brüder – die mit den Töchtern der Europe, einer Tochter des Neilos, vermählt wurden und mit Ausnahme des Lynkeus – wurde er in der Hochzeitsnacht von seiner Ehefrau getötet. Bei Hyginus Mythographus heißt die von ihm geheiratete Danaide Skylla (latinisiert Scylla).